# Skopun
Skopun è un comune delle Isole Fær Øer. Ha una popolazione di 484 abitanti e fa parte della regione di Sandoy sull'isola omonima.
Il territorio del comune comprende l'estremità nord-occidentale di Sandoy e il suo unico centro abitato è Skopun.